# ユーリヒ＝クレーフェ継承戦争
ユーリヒ＝クレーフェ継承戦争（ユーリヒ＝クレーフェけいしょうせんそう、独: Jülich-Klevischer Erbfolgestreit）は、ユーリヒ＝クレーフェ＝ベルク連合公国の継承権をめぐって勃発した継承戦争である。1609年6月10日から1610年10月24日にかけて、また1614年5月から1614年10月13日と2度に分けて戦われた。第一次戦争はカトリックのハプスブルク家のレオポルトと、プロテスタントのブランデンブルク選帝侯ヨハン・ジギスムントとプファルツ＝ノイブルク公ヴォルフガング・ヴィルヘルムの連合軍が衝突し、後者の軍事的勝利に終わった。しかし今度はブランデンブルクとプファルツの間で対立が起き、前者がカルヴァン派に、後者がカトリックに改宗したうえで衝突、第二次戦争が起きた。この戦争には八十年戦争も絡んできて、前者にネーデルラント、後者にスペインが加担した。最終的にクサンテン条約が結ばれ、ユーリヒ＝ベルク公国をプファルツ＝ノイブルクが、クレーフェ公国をブランデンブルクが継承することで終結した。

## 背景
宗教改革の勃発により、ヨーロッパにルター派とカルヴァン派が急速に広まる一方で、カトリック教会は対抗宗教改革を展開して応戦した。ケルン戦争やシュトラスブルク司教戦争などといった宗教戦争が頻発する中で、諸宗派の諸侯たちはそれぞれカトリック連盟とプロテスタント同盟を結成し、神聖ローマ帝国内で自らの信仰と国家を守るために連合した。この連盟と同盟が結成されて初めて戦争に突入したのが、1609年のユーリヒ＝クレーフェ＝ベルク連合公国の継承危機だった。この連合公国は14,000 km2の領土を有し、北イタリアと低地諸国を結ぶスペインの道に近いことから地政学的な重要性も高く、さらに八十年戦争の難民が押し寄せてきていたことで経済も発展しつつあった。ヨハン・ヴィルヘルム公が精神を病んだ末に1609年3月25日に死去したとき、彼のもとには連合公国を継承できる子がいなかった。婚姻関係をたどれば皇帝ルドルフ2世にも継承権があったが、彼は妥協して中立の立場を取り、公国への関心をおおやけにすることができなかった。その他に6人の公位請求者が現れたが、実際にはヨハン・ヴィルヘルムの叔母とそれぞれ婚姻関係があったブランデンブルク辺境伯領とプファルツ＝ノイブルク公国の2つに候補が絞られていた。4月2日、ヨハン・ヴィルヘルムの未亡人アントワネット・ド・ロレーヌ、国情に通じた評議員たち、皇帝が派遣してきた委員からなる摂政評議会が連合公国に成立した。5月24日、ルドルフ2世は帝国顧問官会議が4週間の間に公位継承の裁定を下すと宣言した。

## 戦争

### プロテスタント諸侯の侵攻
摂政評議会が皇帝のための公国併合に動いているとみたブランデンブルクとノイブルクはドルトムント条約を結び、他の公位請求者をすべて排除し、両者と地元の諸身分による暫定政府を設立した。摂政評議会と皇帝の動きに対抗して、両国は連合公国領内に軍を進めた。1610年1月にはフランス王アンリ4世がプロテスタント同盟との軍事協定の草案に署名し、クロード・ド・ラ・シャトル将軍率いる22,000人のフランス軍をフランス北東部に差し向けた。またこれに匹敵するプロテスタント側のネーデルラント連邦共和国軍がシェンケンシャンツに進軍したが、これは明らかにスペインに対する示威行動であった。対するカトリック陣営では、ハプスブルク家のレオポルトが皇帝ルドルフ2世とマティアス大公の対立を利用し、前者を説得してドルトムント条約を無効とし、自身を皇帝の委員に任命させた。レオポルトは意気揚々とユーリヒに入ったが、彼は自軍の3倍におよぶプロテスタント同盟軍に包囲されてしまい（ユーリヒ包囲戦）、戦火はアーヘンやデューレンにも飛び火していた。カトリックのハプスブルク家に従う軍勢とプロテスタント諸侯軍の衝突は、さらなる大宗教戦争へ発展する恐れがあった。プロテスタント同盟は5000人を動員し、対するレオポルトもシュトラースブルク司教領で騎兵1000騎と歩兵3000人を雇った。しかしハプスブルク家の親族や他のカトリック連盟諸侯は表立ってレオポルトを支援することを拒否し、自身の身を守るために軍勢を集めるばかりだった。1610年3月13日、プロテスタント同盟の一員オットー・フォン・ゾルムス＝ブラウンフェルスが2000人を率いてシュトラースブルクに侵攻した。カトリック軍は抵抗せずサヴェルヌなどの都市の城壁内へ退避し、規律の乱れた侵入者たちが金を使い果たし退却するまでやり過ごした。1610年5月1日、対立を解消すべくプラハで会談が行われた。当初ルドルフ2世は封土公示譲渡により連合公国全土をザクセン選帝侯クリスティアン2世に与えようとしたが、穏健派の貴族たちによって却下され、結論を出すのは8月まで延期されることになった。
プロテスタント陣営は9800人の軍勢と大砲による第二次侵攻を行い、ダフシュタイン、ムツィグ、モルスアイムを奪取したものの、住民が食料の提供を拒否したため、進軍を止めざるを得なくなった。その間に、レオポルトは1500人の兵を残してユーリヒから脱出した。そしてついにフランスとネーデルラントがプロテスタント支援のため動き出し、スペインの道に圧力をかけた。ネーデルラント軍はリエージュ司教領からやってきたユーリヒ救出軍を捕捉するとともにユーリヒ包囲軍へも合流し、その総勢は25,200人に上った。9月1日、ユーリヒ守備隊は上アルザスへの自由通行を条件にプロテスタント同盟軍に降伏した。10月24日、プロテスタント同盟とカトリック連盟は互いに撤退して、この年の間は軍を解散しておくことで合意した。戦争に関わった諸勢力は一様に多額の資力を失い、それを補填するために増税を行った結果1612年にチロル農民反乱が勃発することになる。プファルツ＝ノイブルク公ヴォルフガング・ヴィルヘルムとブランデンブルク＝アンスバッハ辺境伯ヨアヒム・エルンストは軍事的に連合公国領を支配下に置いたが、公的な承認を得ることはできなかった。

### アーヘンの政変
1611年、プロテスタントの信仰がアーヘン近郊のシュトルベルクやヴァイデンの村々に伝播した。これに対し、アーヘンの評議会はプロテスタントの礼拝に参加した住民に罰金を科す方針を取り、支払いを拒否した5人の市民を監禁した後に追放した。これにより、7月5日に反評議会暴動が勃発した。カトリックの評議員たちは追放され、カトリックの施設が多く略奪にあった。暴徒は教会やイエズス会の学校を襲撃し、祭壇や聖像を破壊し、聖職者の衣服を奪いミサのまねごとをして嘲った。新たにプロテスタントによる市評議会が設立され、プロテスタントの占領者たちへの支持を表明した。1612年、ルドルフ2世は占領者たちを破門で脅して、アーヘンをもとのカトリックに戻すよう命じた。しかしアーヘン市のプロテスタントたちはこれを無視し、皇帝の勅令を伝えに来た代理人に重傷を負わせた。

### プロテスタント陣営の変化と戦争再発
ルドルフ2世が死去すると、次の皇帝となったマティアスはザクセン選帝侯の連合公国領継承権を承認し、争いが再発した。さらにプロテスタント側では、プファルツのヨアヒム・エルンストがカトリックに、ブランデンブルクのヴォルフガング・ヴィルヘルムがカルヴァン派に改宗したことで、両者の同盟関係は再編を迫られることになった。両国は1614年までに外交交流を絶った。1614年5月、300人のネーデルラント兵がユーリヒからノイベルク公国軍を追い出した。これはネーデルラントの政治家ヨーハン・ファン・オルデンベルネフェルトが、ブランデンブルク辺境伯のノイベルク公に対する陰謀に先んじて行った作戦だった。ヴォルフガング・ヴィルヘルムはこれを宣戦布告と認識し、900人の軍を編成してプロテスタント側の都市デュッセルドルフを奪取した。新たにブランデンブルクの支配者となっていたゲオルク・ヴィルヘルムは奇襲を企てていたが、経済的にネーデルラントに依存している状況では計画を遂行できなかった。またスペインやオーストリア大公アルブレヒト7世も、ネーデルラントの行動を12年停戦協定違反とみなし、歩兵13,300人と騎兵1,300人を動員して、スペインの名将アンブロジオ・スピノラを司令官とした 。
1614年2月20日、皇帝マティアスはアーヘンのカトリック支配復活を命じた。彼の攻撃を受けることを恐れたアーヘン市評議会はブランデンブルク選帝侯に援軍を求めた。それにこたえて、ゲオルク・フォン・プリッツ率いる数百人の援軍が送られてきて市民兵と合流した。8月24日、スピノラは2年前のルドルフ2世の勅令を根拠としてアーヘンを包囲した（アーヘン包囲戦）。数日にわたる交渉の末、守備兵とプロテスタント聖職者、非市民がアーヘンを離れることを許された。かつてのカトリックの市評議会が復活し、1611年の暴動に参加したものは処罰された。アーヘンを制圧したスピノラは、ヴォルフガング・ヴィルヘルムの支援を得てデューレン、ノイス、ヴェーゼル、ミュールハイムを占領した。一方ネーデルラントはマルク公国と残りのクレーフェ公領を占領し、ユーリヒの守備兵を増強していた 。

## その後
1614年10月13日、スピノラとネーデルラントの指導者オラニエ公マウリッツは、フランスとイングランドの仲介により和平交渉を始めた。11月12日にクサンテン条約が結ばれ、戦争は終結した。ユーリヒ＝ベルクとラーフェンシュタインはノイベルク公ヴォルフガング・ヴィルヘルムが、クレーフェ＝マルクとラーヴェンスベルクはゲオルク・ヴィルヘルムのものとなった。スペインはこの戦争で62都市を獲得した。この中には、ライン川の対岸にある3都市、すなわちヴェーゼル、オルソイ、ラインベルクも含まれており、スペインの北西ヨーロッパにおける影響力が飛躍的に高まった。ネーデルラントはユーリヒとプファッフェンミュッツェを維持したものの、それらの獲得地は側面を押さえられていたり孤立していたりして、12年停戦協定が失効した1621年4月の時点では不利な状況に置かれることとなった。